# Saint-Jean-d'Ardières
Pour les articles homonymes, voir Saint-Jean.
Saint-Jean-d'Ardières est une ancienne commune française, située dans le département du Rhône en région Auvergne-Rhône-Alpes. Le 1er janvier 2019, elle fusionne avec Belleville pour former la commune nouvelle de Belleville-en-Beaujolais.

## Histoire
En 1332, les écrits rapportent que Saint-Jean-d’Ardières fut presque intégralement détruite (seules les fondations du Château de Pizay furent laissées intactes) et que le Baron de Callar fut porté disparu. Le village fut de nouveau peuplé en 1334 soit 3 ans avant le début de la Guerre de Cent Ans.
- Bénédictin qui passa sous la dépendance de l'île Barbe.
- Relevait de l'archiprêtré d'Anse.
- Anciens fiefs de L'Écluse (marquisat), de Pizay et de Jasseron.

Par un arrêté préfectoral du 2 novembre 2018 applicable au 1er janvier 2019, elle fusionne avec Belleville pour former la commune nouvelle de Belleville-en-Beaujolais.

## Politique et administration

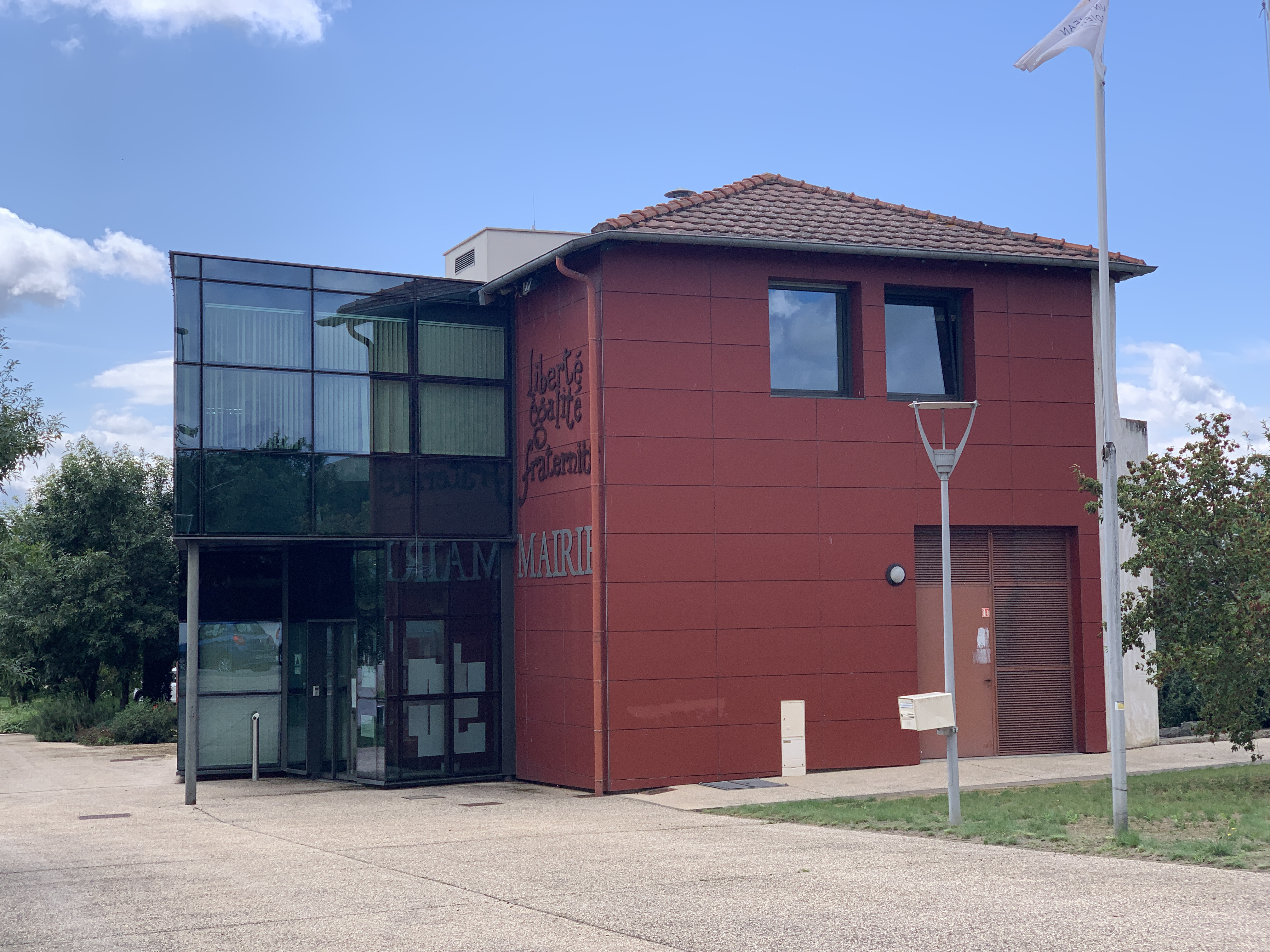
La mairie.

| Période      | Période  | Identité      | Étiquette | Qualité                                                                  |
| ------------ | -------- | ------------- | --------- | ------------------------------------------------------------------------ |
| janvier 2019 | mai 2020 | Serges Fessy  | DVD       | Négociant en vins Vice-président de la CC Saône Beaujolais (2014 → 2020) |
| mai 2020     | En cours | Didier Jaffre |           |                                                                          |

| Période                                  | Période       | Identité          | Étiquette | Qualité                                                                  |
| ---------------------------------------- | ------------- | ----------------- | --------- | ------------------------------------------------------------------------ |
| 1899                                     | 1908          | Jean Juvanon      |           | Négociant en vins                                                        |
| 1908                                     | 1920          | Hippolyte Charrin |           | Cultivateur                                                              |
| 1920                                     | 1925          | Jean Juvanon      |           | Négociant en vins                                                        |
| 1925                                     | 1927          | Pierre Cothenet   |           | Minotier                                                                 |
| 1927                                     | 1933          | Henri Fessy       |           | Cultivateur                                                              |
| 1933                                     | 1935          | Gaston Chanrion   |           |                                                                          |
| 1935                                     | 1941          | Pierre Cothenet   |           | Minotier                                                                 |
| 1941                                     | 1944          | Philibert Blanc   |           | Forgeron                                                                 |
| 1944                                     | 1945          | Pierre Cothenet   |           | Minotier                                                                 |
| 1945                                     | mars 1965     | Raymond Cothenet  |           | Minotier                                                                 |
| mars 1965                                | mars 1989     | Mathieu Dumoulin  | DVG       | Viticulteur                                                              |
| mars 1989                                | mars 2001     | Bernard Thivent   | DVD       | Électricien                                                              |
| mars 2001                                | décembre 2018 | Serges Fessy      | DVD       | Négociant en vins Vice-président de la CC Saône Beaujolais (2014 → 2020) |
| Les données manquantes sont à compléter. |               |                   |           |                                                                          |

## Démographie
L'évolution du nombre d'habitants est connue à travers les recensements de la population effectués dans la commune depuis 1793. Pour les communes de moins de 10 000 habitants, une enquête de recensement portant sur toute la population est réalisée tous les cinq ans, les populations de référence des années intermédiaires étant quant à elles estimées par interpolation ou extrapolation. Pour la commune, le premier recensement exhaustif entrant dans le cadre du nouveau dispositif a été réalisé en 2008.

En 2016, la commune comptait 4 514 habitants, en évolution de +34,87 % par rapport à 2010 (Rhône : +3,93 %, France hors Mayotte : +2,11 %).
| 1793 | 1800 | 1806 | 1821 | 1831  | 1836  | 1841  | 1846  | 1851  |
| ---- | ---- | ---- | ---- | ----- | ----- | ----- | ----- | ----- |
| 638  | 591  | 800  | 983  | 1 057 | 1 091 | 1 104 | 1 134 | 1 186 |

| 1856  | 1861  | 1866  | 1872  | 1876  | 1881  | 1886  | 1891  | 1896  |
| ----- | ----- | ----- | ----- | ----- | ----- | ----- | ----- | ----- |
| 1 212 | 1 241 | 1 348 | 1 343 | 1 302 | 1 210 | 1 172 | 1 142 | 1 226 |

| 1901  | 1906  | 1911  | 1921  | 1926  | 1931  | 1936  | 1946  | 1954  |
| ----- | ----- | ----- | ----- | ----- | ----- | ----- | ----- | ----- |
| 1 200 | 1 243 | 1 211 | 1 006 | 1 029 | 1 026 | 1 058 | 1 144 | 1 234 |

| 1962  | 1968  | 1975  | 1982  | 1990  | 1999  | 2008  | 2013  | 2016  |
| ----- | ----- | ----- | ----- | ----- | ----- | ----- | ----- | ----- |
| 1 262 | 1 332 | 1 569 | 1 993 | 2 189 | 2 275 | 2 975 | 3 908 | 4 514 |

## Culture locale et patrimoine

### Lieux et monuments
.

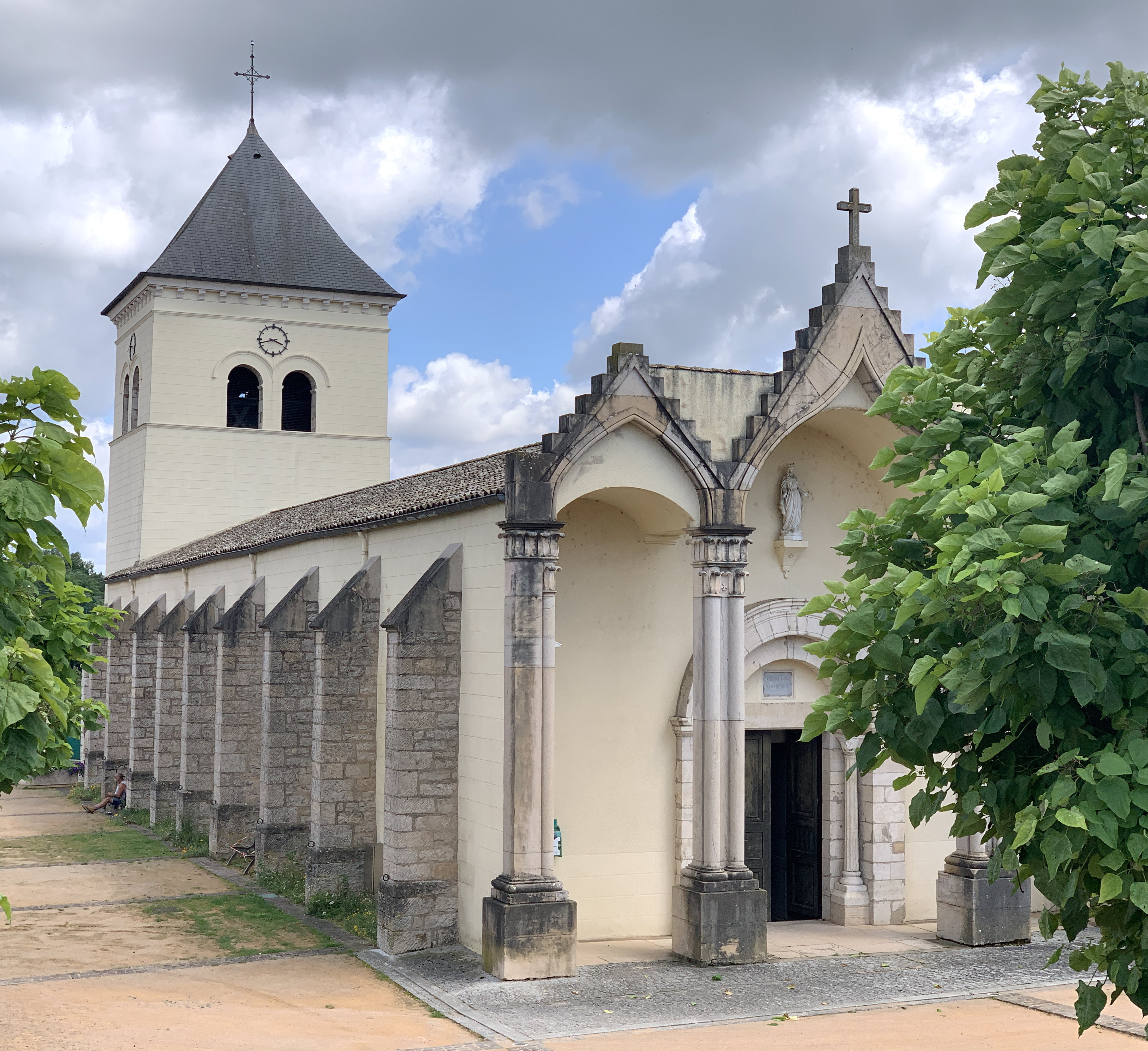
Église

- La maison des Beaujolais offre un intéressant point de départ à une découverte du vignoble. Inaugurée en 1952, véritable nouveauté à une époque où les lieux de ce type étaient rares, elle est située le long de la nationale qui, jusqu'à l'ouverture de l'autoroute, voyait défiler les amateurs de soleil et de douceur méditerranéenne. Elle donne au visiteur un aperçu complet de l'ensemble des appellations beaujolaises et le guide dans ses achats.
- Le château de Pizay date des XIVe et XVIIe siècles. Situé au milieu de 50 hectares de vignes, avec un jardin à la française, il abrite un hôtel et un SPA.
- La chapelle de Brouilly, appelée Notre-Dame-du-Raisin ou Madone de Brouilly, est une chapelle votive consacrée à la Vierge pour qu'elle détourne la grêle, les gelées et autres fléaux (oïdium) de la vigne. Depuis 1857, la Dame est l'objet chaque 8 septembre d'un pèlerinage.
- L'aérodrome de Belleville, qui permet une activité essentiellement tournée vers l'ULM, se trouve sur la commune.
- L'église comprend notamment un vitrail patriotique avec un monument aux morts mentionnant le nom des soldats de la commune tués durant la Première Guerre mondiale, surmonté d'un ange immaculé porteur de la palme des martyrs.

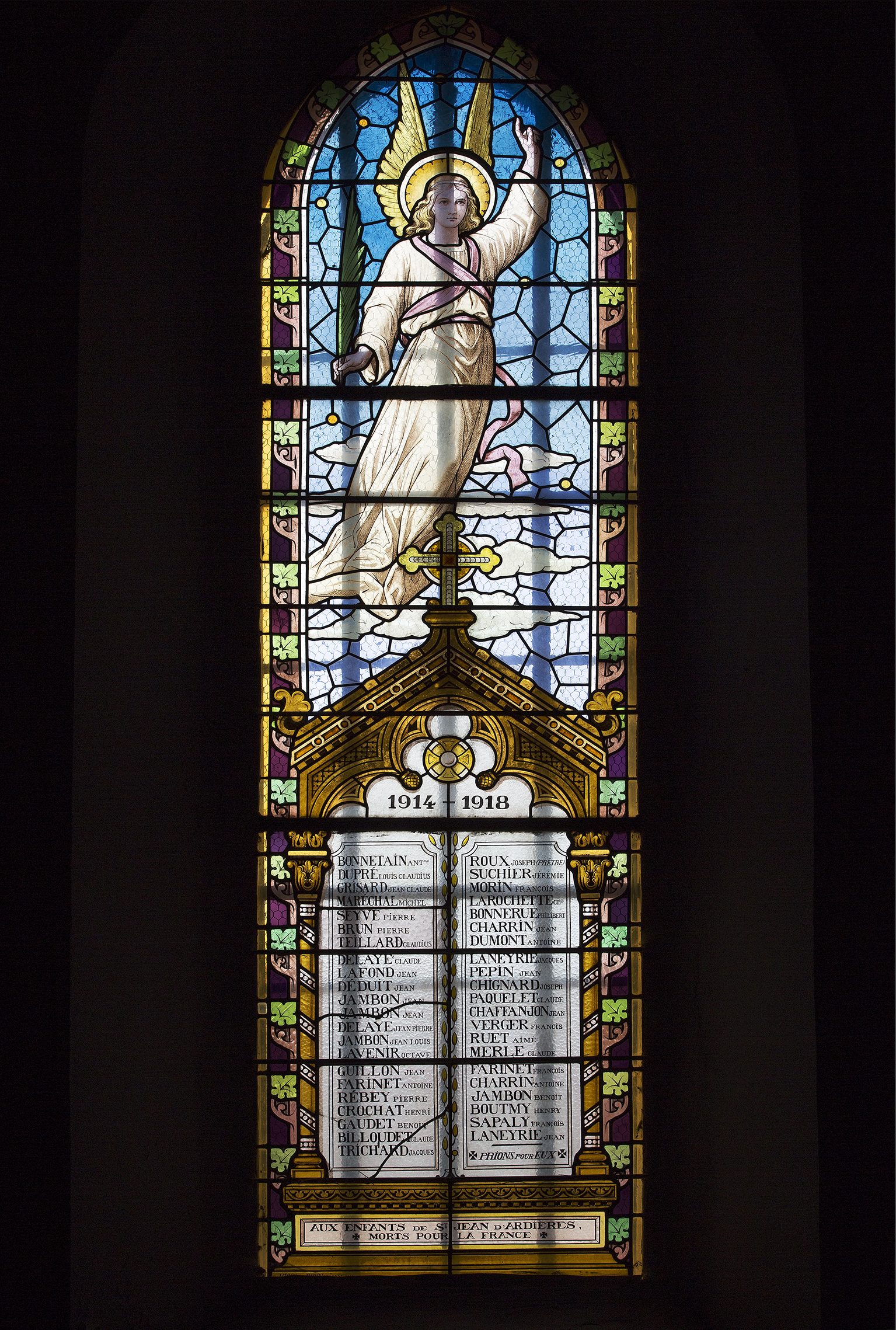
Vitrail patriotique de l'église.

### Personnalités liées à la commune
- Victor, Germain Roux (dit "Cossieux") (1922-1945), fils de César (1884-1927), directeur des Etablissements C.Roux et fils, et de Blanche Mulsant (1884-1968), Lieutenant l'Armée Secrète, groupe Périclés; instructeur puis chef de groupe à Lyon. Mort pour la France, Croix de guerre 1939-1945 avec palme, Légion d'Honneur, Médaille de la Résistance française. Il grandit à Belleville mais est né à Saint-Jean-d'Ardières.